# Nagir ekalli
En Oriente Próximo, Nagir ekalli era un cargo administrativo de época neoasiria. Ocupaba, después del turtanu y del rab shaqe, el tercer puesto en importancia. Venía a ser el "Heraldo de palacio".
Durante el reinado de Salmanasar III, administraba los territorios al este de la región conocida con el nombre de Arbelas.